# Negativni regulatorni element
Negativni regulatorni element (NRE) je regulatorna sekvenca za insulinski gen.